# 20533 Ірмабонхам
20533 Ірмабонхам (20533 Irmabonham) — астероїд головного поясу, відкритий 7 вересня 1999 року.
Тіссеранів параметр щодо Юпітера — 3,272.